# Harald Totschnig
Harald Totschnig (Kaltenbach, Tirol, 6 de setembre de 1974) va ser un ciclista austríac, professional del 2004 al 2013. El seu germà Georg també s'ha dedicat al ciclisme.